# Coelioxys bequaertiana
Coelioxys bequaertiana är en biart som beskrevs av Cockerell 1931. Coelioxys bequaertiana ingår i släktet kägelbin, och familjen buksamlarbin. Inga underarter finns listade i Catalogue of Life.